# آكتر: ذا لايف آند تايمز أوف بول موني
آكتر: ذا لايف آند تايمز أوف بول موني هي سيرة ذاتية لممثل هوليوود بول موني نُشرت عام 1974، كتبها جيروم لورانس.    وصف إيرا بيركو من ذا سمتر دايلي آتم الكتاب بأنه "جيد ومتوازن".  قدمت شركة الإذاعة الوطنية (NBC) عرضاً خاصّاً مدته ساعتين استناداً إلى الكتاب. 